# Pierre-Charles Jombert
Pierre-Charles Jombert, né en 1748 à Paris où il est mort le 21 mai 1825, est un peintre français.

## Biographie
Pierre-Charles Jombert concourt en 1772 pour le Grand Prix de Rome de peinture en présentant Les Enfants de Niobé tués par Apollon et Diane, remporte le Premier Grand Prix, ex-æquo avec Anicet Charles Gabriel Lemonnier.
Il épouse Marie Nicole Driancourt.
Il devient professeur de dessin à la ville de Paris
Il meurt le 21 mai 1825 à son domicile du quai de la Tournelle à Paris.

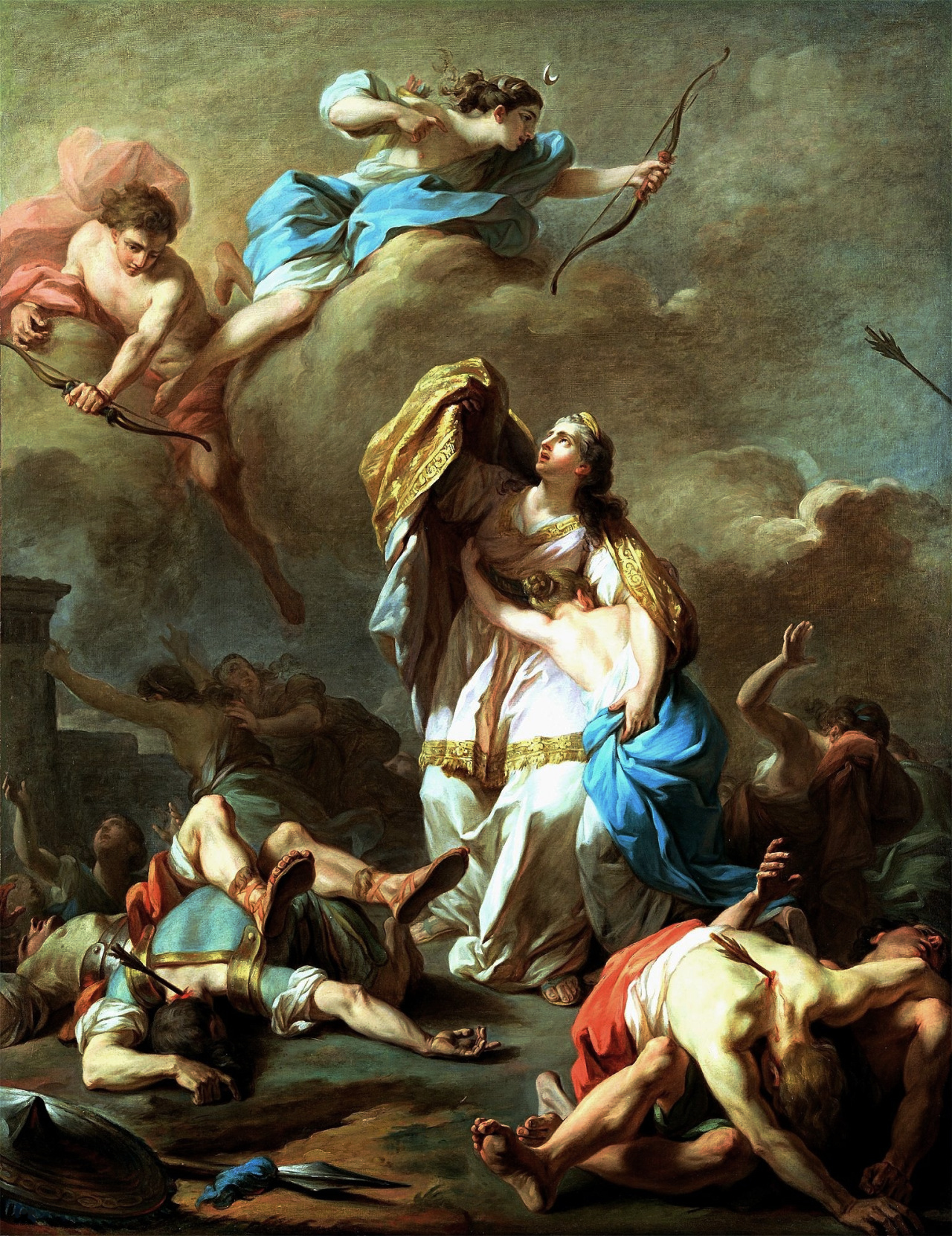
Les Enfants de Niobé tués par Apollon et Diane

## Liste des peintures
- La mort des enfants de Niobé, huile sur toile (esquisse), New York, The Metropolitan Museum of Art
- La mort des enfants de Niobé, huile sur toile, Paris, École nationale supérieure des Beaux-Arts